# 로카산토스테파노
로카산토스테파노(이탈리아어: Rocca Santo Stefano)는 이탈리아 라치오주 로마현에 위치한 코무네다. 로마로부터 동쪽 45km 거리에 있다.